# Merih Demiral
Merih Demiral (ur. 5 marca 1998 w Karamürsel) – turecki piłkarz, występujący na pozycji obrońcy w saudyjskim klubie Al-Ahli Dżudda oraz w reprezentacji Turcji. Uczestnik Mistrzostw Europy 2020 i 2024.

## Kariera klubowa

### Początki kariery
Demiral rozpoczął karierę piłkarską w rodzimym mieście w Karamürsel Idmanyurduspor. W 2011 został zawodnikiem w młodzieżowym zespole Fenerbahçe. W 2016 dołączył do portugalskiego klubu AC Alcanenense. W 2017 dołączył do Sporting B, gdzie zadebiutował w Segunda Liga. W 2018 został sprzedany do tureckiego klubu Alanyaspor za kwotę 3,5 miliona euro. W 2019 został wypożyczony do włoskiego Sassuolo. Po półrocznym pobycie został kupiony przez włoski klub, a kwota transferu wyniosła 9,25 miliona euro.

### Juventus
5 lipca 2019 władze Juventusu ogłosiły transfer Meriha Demirala. Kwota transferu wyniosła 18 milionów euro. Został tym samym pierwszym tureckim zawodnikiem grającym w Juventusie. Demiral zadebiutował w barwach bianconeri 21 września w meczu z Hallas Verona.

## Kariera reprezentacyjna
Merih Demiral był reprezentantem Turcji na szczeblach młodzieżowych. 20 listopada 2018 zadebiutował w seniorskiej reprezentacji Turcji w meczu towarzyskim z Ukrainą.

## Kontrowersje
2 lipca 2024 roku, po strzeleniu drugiej bramki w meczu z Austrią na Euro 2024 w Niemczech, Demiral pokazał tzw. „wilczy salut” - gest kojarzony ze skrajne prawicową organizacją terrorystyczną Szare Wilki.